# Farmácia hospitalar
A farmácia hospitalar é um órgão de abrangência assistencial, técnico-científica e administrativa no qual esse profissional  atua de uma forma eficaz para melhor uso do medicamento,faz  onde se desenvolvem atividades ligadas à produção, armazenamento, controle, dispensação e distribuição de medicamentos e correlatos às unidades hospitalares. A execução de suas atividades é ligada aos resultados para o paciente e não apenas aos correlacionados aos produtos e serviços.
É igualmente responsável pela orientação de pacientes internos e ambulatoriais, visando sempre a eficácia da terapêutica, além da redução dos custos, voltando-se também para o ensino e pesquisa, propiciando assim um vasto campo de aprimoramento profissional.
Um serviço de farmácia em um hospital é o apoio clínico integrado, funcional e hierarquicamente, em um grupo de serviços que dependem diretamente da Direção Central e estão em constante e estreita relação com sua administração.
A principal razão de ser da Farmácia é servir ao paciente, objetivando dispensar medicações seguras e oportunas. Sua missão compreende tudo o que se refere ao medicamento, desde sua seleção até sua dispensação, velando a todo momento por sua adequada utilização no plano assistencial, econômico, investigativo e docente. O farmacêutico tem, portanto, uma importante função clínica, administrativa e de consulta.